# مقاومة مغناطيسية كبرى

Spin-valve GMR

Ergebnisse von Fert

يظهر تأثير مقاومة مغناطيسية كبرى أو مقاومة مغناطيسية كبرى  في الفيزياء والهندسة الإلكترونية (بالإنجليزية:giant magnetoresistance أو GMR-Effect) في أنظمة طبقات متبادلة من مادة مغناطيسية حديدية ومادة غير مغناطيسية، وتكون الطبقات رقيقة بسمك عدة نانومترات.
ذلك التأثير يجعل المقاومة الكهربية للعينة يعتمد على اتجاه المغناطيسية في الطبقات المغناطيسية، وتكون المقاومة أعلى في حالة أن يكون اتجاه المغناطيسية في الطبقات معاكسا، عن المقاومة عندما تكون مغناطيسية الطبقات في نفس الاتجاه.

## اكتشافها
اكتشف هذا التأثير عام 1988 من الفيزيائي الألماني بيتر غرونبيرغ من مركز أبحاث يوليش وكذلك من الفيزيائي الفرنسي البرت فير من جامعة جنوب باريس، كل على حده، وحاز الاثنان على جائزة نوبل للفيزياء عام 2007 على هذا الاكتشاف.
يطبق هذا الاكتشاف حاليا في تصنيع رؤؤس قراءة المعلومات المستخدمة لقراءة الأقراص الصلبة في الحاسوب.

## تفسيره
يتعلق تأثير المقاومة المغناطيسية الكبرى بتأثير لمكانيكا الكم والذي يصف في حركة الإلكترونات وتشتتها بالاعتماد على اتجاه العزم المغزلي في منطقة تلامس الطبقات.
يمكن للإلكترونات الانتشار في إحدى الطبقتين المغناطيسيتين بسبب اتجاه عزمها المغزلي المناسب، أن تتشتت في الطبقة الثانية إذا كانت مغناطيسية الطبقة معاكسة. ولكن انتشار الإلكترونات بين الطبقتين يكون في حالة أن تكون مغناطيسية الطبقتين في نفس الاتجاه.

## استخدامات اقتصادية
أنتجت شركة أي بي إم IBM أول جهاز يعمل بتط الخاصية عام 1997. وإلضافة لاستخامتها في الأقراص الصلبة فقد استخدم التأثير أيضا في الحساسات المغناطيسية التي تستعمل في السيارات وفي التصنيع الآلي وكذلك في التشابك السريع في نقل المعلوماتية.
ولم يصل تطبيق تأثير المقاومة المغناكيسية الكبرى في ذاكرة توصيل عشوائي مغناطيسي MRAM إلى حد الإنتاج الاقتصادى حتى عام 2010.

## اقرأ أيضا
- قرص صلب
- مقاومة مغناطيسية نفقية
- صمام عزم مغزلي

## وصلات خارجية
- 15 سنة من تاريخ القرص الصلب: الإتّساع سبق الأداء في موقع Tom's Hardware.